# Насім'єнто (Чилі)
Насім'єнто (ісп. Nacimiento) — місто в Чилі. Адміністративний центр однойменної комуни. Населення - 20 884 особи (2002). Місто і комуна входить до складу провінції Біобіо та регіону Біобіо.

Територія комуни – 934,9 км². Чисельність населення – 26 295 жителів (2007). Щільність населення - 28,13 чол./км².

## Розташування
Місто розташоване на берегах річки Вергара біля її місця впадання в Біобіо, за 83 км на південь від адміністративного центру області — міста Консепсьйон та за 29 км на північ від адміністративного центру провінції міста Лос-Анхелес.
Комуна межує:
- на північному сході - з комуною Лаха
- на сході - з комуною Лос-Анхелес
- на південному сході - з комуною Негрете
- на півдні - з комунами Анголь, Ренайко
- на заході - з комуною Куранілауе
- на північному заході - з комуною Санта-Хуана

## Демографія
Згідно з даними, зібраними під час перепису Національним інститутом статистики, населення комуни становить 26 295 осіб, з яких 13 148 чоловіків та 13 147 жінок.
Населення комуни становить 1,33% від загальної чисельності населення регіону Біобіо. 19,16% належить до сільського населення та 80,84% - міське населення.